# 山中龍夫
山中 龍夫（やまなか たつお、1933年11月13日 - ）は、日本の宇宙工学研究者。工学博士。横浜国立大学教授などを歴任した。

## 人物
愛知県津島市出身。
1952年に愛知県立津島高等学校、
1957年に東京大学工学部航空学科を卒業。

## 経歴
日本航空に入社。1960年、科学技術庁航空技術研究所（後の航空宇宙技術研究所）に入所。1971年、「二次噴射推力方向制御の研究」により東京大学から工学博士の学位を授与される。
1993年、横浜国立大学併任教授となった後、翌1994年に教授専任となり、1999年に定年退官するまで在職した。

## 宇宙開発委員会・宇宙航空研究機構
1995年から2000年まで、当時、科学技術庁の下にあった宇宙開発委員会の宇宙環境利用部会長を務めた。
宇宙航空研究開発機構（JAXA）からの依頼で「我が国の宇宙環境利用開発制度の構築、参加研究者からの視点での分析を、評価、経験と教訓」という文書をまとめる。

## 著書
- 銀河鉄道-宇宙ステーション
- 宇宙開発のお話　共著者・的川泰宣
- 地球環境と新・スーパーハブ構想　共著者・増田祐司、高木肇、新田義孝、佐々木康浩[7]